# 日本绵花
日本綿花株式会社是日本八大商社之一，现并入了大型綜合商社双日。

## 历史
明治時代日本績業繁盛，作为原料的綿花大量进口輸入。外国商館寡占这一进口业务。日本人为確保綿花稳定进口，関西紡績業者田中市兵衛、木原忠兵衛、岡橋治助等20人以上募资于1892年（明治25年）成立日本綿花株式会社，于大阪創業。紡績業的發展擴大取引範圍。与世界各国的其他进出口业务，如食品、雑貨也被覆盖。1943年（昭和18年）改称「日綿實業株式会社」。1982年（昭和57年）改称「ニチメン株式会社」。2004年（平成16 年）与日商岩井合併为双日。 